# Hawthorne (cràter)
Hawthorne és un cràter d'impacte en el planeta Mercuri de 120 km de diàmetre. Porta el nom del novel·lista estatunidenc Nathaniel Hawthorne (1804-1864), i el seu nom va ser aprovat per la Unió Astronòmica Internacional el 1979.